# Owenga
Owenga es una pequeña localidad de las Islas Chatham, en Nueva Zelanda. Es el segundo asentamiento más oriental del país, sólo después de Flower Pot Bay en Isla Pitt. Se localiza al sureste de la isla en Cabo Fournier.
- Datos: Q6054963